# 天鸡
天鸡星是中国古代星官之一，属于二十八宿北方七宿的斗宿，含有2颗星，位于现代星座的人马座。《甘石星经》载：
天鸡二星，在狗国北，主异鸟。火星守，兵起。土守，人饥相食，流亡。
清钦天监所编《仪象考成》，天鸡星增加了3星。

## 所含恒星及对应西方名称[1]
| 天鸡一   | 55 Sgr (e Sgr) |
| 天鸡二   | 56 Sgr (f Sgr) |
|          |                |
| 天鸡增一 | 54 Sgr         |
| 天鸡增二 | 57 Sgr         |
| 天鸡增三 | g Sgr          |